# Alfred Adler (Architekt)
Alfred Adler (* 20. April 1894 in Wien; † 25. April 1982 in St. Louis, Missouri) war ein österreichisch-US-amerikanischer Architekt.

## Biographie
Alfred Adler war jüdischer Herkunft. Er studierte nach Abschluss der Realschule in Wien 3 von 1912 bis 1921 mit kriegsbedingter Unterbrechung Architektur an der Technischen Hochschule Wien. 1928/29 war er an dieser für die Eignungsprüfung zum Ziviltechniker als außerordentlicher Hörer für Volkswirtschaftskunde gemeldet.
Von 1932 bis 1938 war er als freier Architekt in einer Arbeitsgemeinschaft mit Martin Johann Schmid tätig. Beide richteten eine Reihe von Lokalen und Wohnungen ein, die im Kontext der so genannten „Wiener Wohnraumkultur“ zu sehen sind, zusätzlich waren sie am Assanierungsprojekt der Wiener Stadtregierung des Ständestaates beteiligt.
1939 emigrierte er zusammen mit seiner Tochter Renate über Liverpool in die Vereinigten Staaten. Seine Ehefrau Berta Adler kam wenige Monate später nach. Er lebte dort in Minneapolis, San Francisco, Twin Falls und zuletzt in St. Louis. 1944 erhielt er die US-amerikanische Staatsbürgerschaft.

## Werke
- Vorstadtvillen, Wien 23 (Mauer), in Zusammenarbeit mit Martin Johann Schmid
- Volkswohnhaus für die Gemeinde Wien, Wien 14, Neubeckgasse 4 (1928)[2]
- Volkswohnhaus für die Gemeinde Wien 14, Redtenbachergasse 40–44 (1930/31)
- Innenraumgestaltung / Design: Kaffee Mirabell (um 1933), in Zusammenarbeit mit Martin Johann Schmid
- Innenraumgestaltung / Design: Eden-Bar, Wien 1, Liliengasse 2 (um 1933), in Zusammenarbeit mit Martin Johann Schmid[3]
- Villa Schmid, XXIII., Weixelbergergasse 3 (1936), in Zusammenarbeit mit Martin Johann Schmid
- Anbau eines Nachbargebäudes zum Geßner'schen "Papageno-Haus", IV., Operngasse 28 (1936/37), in Zusammenarbeit mit Martin Johann Schmid